# Il viziaccio
Il viziaccio, conosciuto anche col titolo  Il viziaccio (Si accomodi signora... questo letto è mio), è un film del 1980 diretto da Mario Landi.

## Trama
Il film è il tentativo di coniugare le comiche del cinema muto con il genere erotico.

## Produzione
Girato nel 1975 insieme a Supersexymarket.